# شپسس‌کاف
شِپسِس‌کاف فرعونی از دودمان چهارم تاریخ مصر در دوره پادشاهی کهن بود. او فرزند و جانشین منکورع بود. معنای نام او «روان او بلند و والا است» می‌باشد.

## دوران
شِپسِس‌کاف به احتمال زیاد می‌بایست واپسین پادشاه دودمان چهارم بوده باشد؛ این در صورتی است که پس از او فرعون ناشناسی به نام جِدِف‌پتاح به تخت نشسته باشد. نام جِدِف‌پتاح در بعضی منابع نوشتاری تاریخی مصر از جمله فهرست تورین دیده می‌شود. نام جِدِف‌پتاح اما در هیچ منبع معاصر آن زمان همچون تندیس‌های شاهانه و گورهای واقع در جیزه و سقاره دیده نمی‌شود.
طبق نوشتار فهرست تورین، شِپسِس‌کاف ۴ سال فرمانروایی کرد و جانشین او در دودمان چهارم - اشاره احتمالی به جِدِف‌پتاح - تنها دو سال بر تخت بود. مانثون اما طول دوران فرمانروایی او را ۷ سال ذکر می‌کند که ممکن است نتیجه جمع ۴ سال فهرست تورین و ۲ سال جانشین او به همراه بخشی از ماه‌های یک سال بوده باشد.